# Hufschlag csomópont–Waging-vasútvonal
A Hufschlag csomópont–Waging-vasútvonal egy normál nyomtávolságú, egyvágányú, 10,5 km kosszú, nem villamosított vasútvonal Németországban Hufschlag csomópont és Waging között. A vasútvonalon hétköznap óránként, hétvégén kétóránként közlekednek a DB 628 sorozatú dízel motorvonatok. A vonatokon a kerékpárszállítás ingyenes, hogy a környék turizmusát ezzel is kicsit fellendítsék.

## Képgaléria

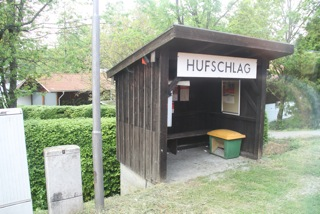
Hufschlag megálló
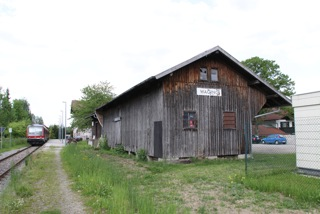
Waging fából épült áruraktára
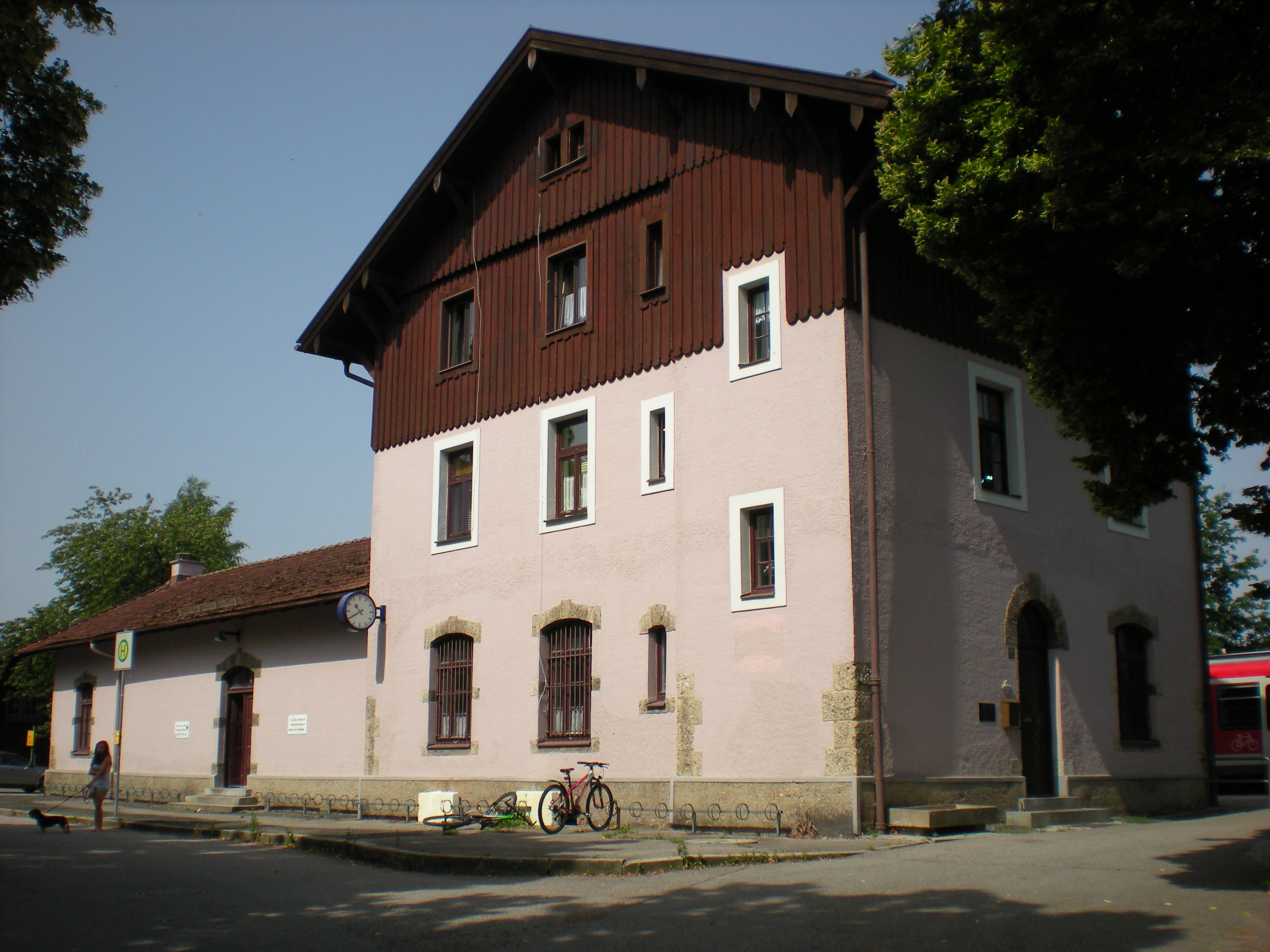
Waging állomásépülete